# John Smyth (Schiedsrichter)
John Smyth (* 28. Mai 1928 in Dublin, Irland; † 4. Januar 2007 in Chesterfield, Derbyshire, England) war ein irischer professioneller Snooker-Schiedsrichter. Als erster professioneller Referee leitete er unter anderem die WM-Endspiele 1977 und 1982.

## Leben
Geboren 1928 im irischen Dublin, zog Smyth Ende der 1940er mit 21 Jahren nach London. Zunächst arbeitete er als Fahrer der London Underground auf der Piccadilly Line. Bereits in jener Zeit interessierte er sich fürs Snookerspiel. So siegte er insgesamt sechs Mal bei der Betriebsmeisterschaft seiner U-Bahn-Linie. Seit 1967 betätigte er sich zudem als Snooker-Schiedsrichter, zunächst aber nur bei Amateurturnieren. Bei den Norwich Union Open 1973 wurde er in der Partie zwischen Sid Hood und Jackie Rea erstmals bei einem Profiturnier eingesetzt. Seine Arbeit bei der U-Bahn gab er schließlich auf, als er immer mehr Verpflichtungen als Schiedsrichter bei professionellen Snookerturnieren bekam. Obwohl die Sportart gerade im Aufschwung begriffen war, kündigte er damit eine sichere Einnahmequelle und setzte sich potenziellen finanziellen Unwägbarkeiten aus. 1977 begründete er die Professional Referees Association. Ab 1997 stand er dieser Organisation als Präsident vor, ein Amt, das er bis zu seinem Tod ausübte.
1978 wurde er vom Weltverband fest angestellt, er war damit der erste professionelle Snooker-Schiedsrichter. Ab Ende der 1970er bis weit hinein in die 1980er war er neben Len Ganley, John Street, John Williams und Jim Thorpe einer der führenden Snooker-Schiedsrichter. Daher war er auch einer der beim Publikum bekanntesten Snooker-Unparteiischen. In dieser Zeit leitete Smyth einige wichtige Snooker-Partien, darunter das Endspiel der Snookerweltmeisterschaft 1977, der ersten Weltmeisterschaft im Crucible Theatre. Fünf Jahre später, bei der Ausgabe 1982, war er erneut WM-Final-Schiedsrichter. Zusätzlich führte er insgesamt fünf Mal durch das Endspiel des Masters. Bei dessen Ausgabe 1984 war er auch Schiedsrichter jener Partie, in der Kirk Stevens das erst dritte offiziell anerkannte Maximum Break der Geschichte spielte. Bei den European Open 1989 beaufsichtigte er ein weiteres 147er-Break, diesmal von Alain Robidoux.
1996 beendete er seine Karriere. In den folgenden Jahren blieb er als interessierter Gast der Snooker-Tour erhalten; unter anderem besuchte er regelmäßig die Hauptrunde der Snookerweltmeisterschaft. Smyth galt allgemein als eine „sehr respektierte Person“ in der Snooker-Welt. Er starb am 4. Januar 2007 im Alter von 78 Jahren in seiner Heimat Chesterfield an den Folgen einer Krebserkrankung. Er hinterließ seine Frau. John Williams würdigte ihn als „Erste-Klasse-Schiedsrichter“, der „so gut war, wie man nur sein kann“.